# Asobara leveri
Asobara leveri är en stekelart som först beskrevs av Nixon 1939.  Asobara leveri ingår i släktet Asobara och familjen bracksteklar. Inga underarter finns listade.